# Liste der Mitglieder des Pegnesischen Blumenordens

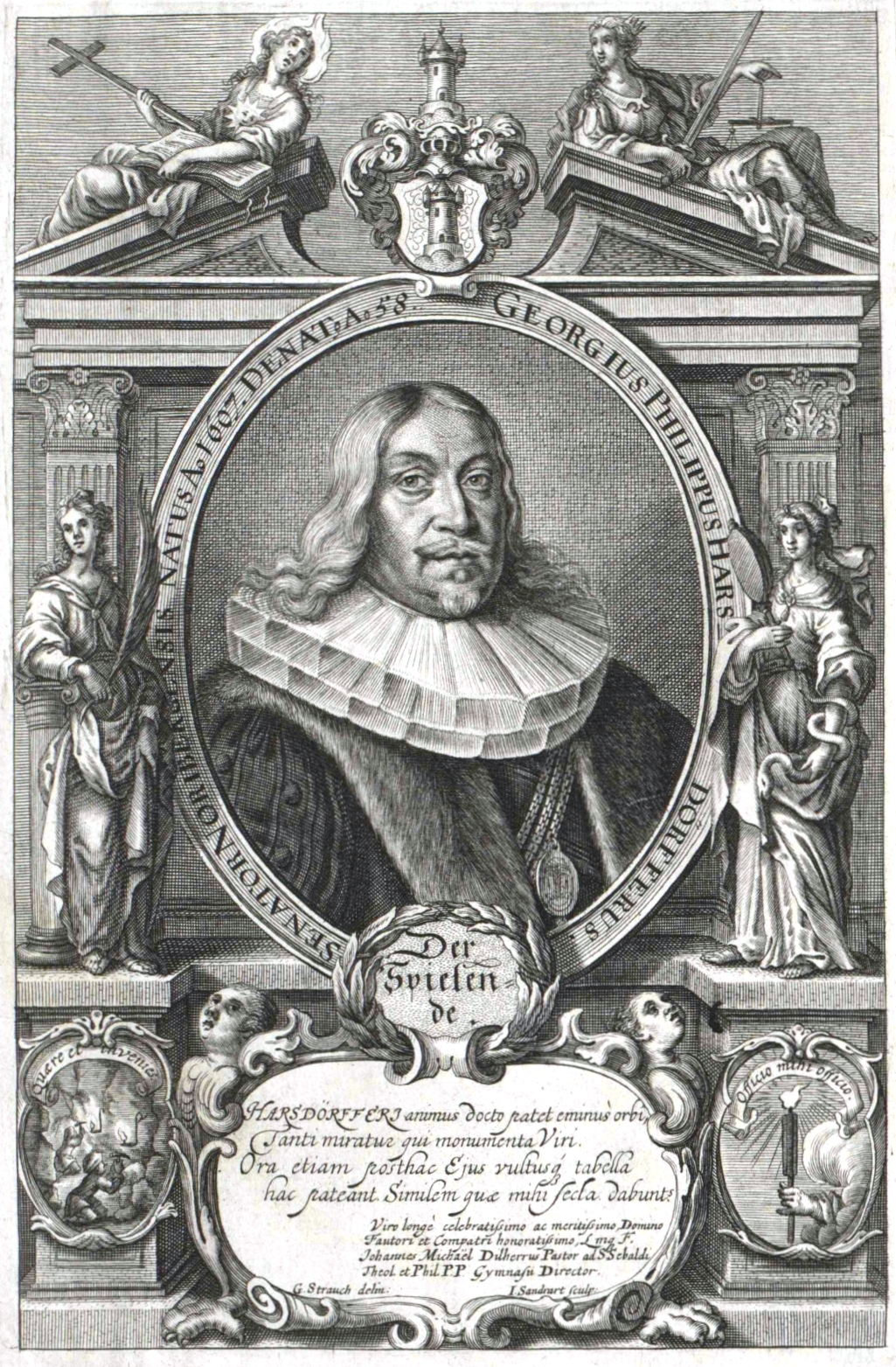
Gründungsmitglied Harsdörffer (Ordensname Strephon)

Die Liste der Mitglieder des Pegnesischen Blumenordens reicht über fünf Jahrhunderte, von der Gründung des Ordens 1644 bis in die Gegenwart. Der Ordensname (früher Hirtenname) wurde lediglich bis zum Beginn des 19. Jahrhunderts verliehen.

## 17. Jahrhundert
Mitgliedsnummer, Name, Ordensname, Eintrittsdatum, ggf. Amt
1. Georg Philipp Harsdörffer, Strephon, 1644 (1. Ordenspräses 1644)

2. Johann Klaj, Klajus, 1644

3. Samuel Hund, Myrtillus I., 1645

4. Sigmund von Birken, Floridan, 1645 (2. Ordenspräses 1662)

5. Johann Helwig, Montano, 1645

6. Christoph Arnold, Lerian, 1645

7. Johann Sechst, Alcidor, 1645

8. Friedrich Lochner, Periander I., 1645

9. Johann Rist, Daphnis aus Cimbrien, 1645

10. Justus Georg Schottelius, Fontano I., 1645

11. Johann Georg Volckamer, Helianthus, 1645

12. Sibylla Nicolai, Diana, 1646

13. Georg Konrad Osthof, Amyntas I., 1648

14. Anton Burmeister, Filanthon, 1648

15. Christoph Frank, Silvius I., 1658

16. Martin Limburger, Myrtillus II., 1662 (3. Ordenspräses 1681)

17. Johann Gabriel Majer, Palämon, 1662

18. Johann Ludwig Faber, Ferrando I., 1664

19. Martin von Kempe, Damon I., 1665

20. Johann Geuder, Rosidan, 1668

21. Magnus Daniel Omeis, Damon II., 1668 (4. Ordenspräses 1697)

22. Catharina Margarete Dobenecker, Silvia, 1668

23. Maria Catharina Stockfleth, Dorilis, 1668

24. Heinrich Arnold Stockfleth, Dorus, 1668

25. Simon Bornmeister, Fontano II., 1668

26. Sebastian Seelmann, Silvius, 1668

27. Regina Magdalena Limburger, Magdalis, 1668

28. Barbara Juliane Penzel, Daphne, 1668

29. Christian Betulius, Macaristo, 1669

30. Melchior Rauck, Meliböus, 1669

31. Joachim Heinrich Hagen, Filadon, 1669

32. Gottfried Zahmel, Meleager, 1670

33. Matthias Pellicer, Lysis, 1670

34. Johann Georg Pellicer, Thyrsis I., 1670

35. Friedrich Hoffmann, Cleander, 1670

36. Daniel Bärholz, Hylas, 1670

37. David Nerreter, Philemon, 1670

38. Georg Neumark, Thyrsis II., 1673

39. Johann Salomon Betulius, Orontes, 1670

40. Christian Franz Paullini, Uranius, 1671

41. Gertraud Moller, Mornille, 1671

42. Carl Friedrich Lochner, Periander II., 1671

43. Jacob Hieronymus Lochner, Amyntas II., 1672

44. Johann Tepelius, Lilidan, 1672

45. Johann Leonhart Stöberlein, Polyanthus, 1672

46. Andreas Ingolstetter, Poliander, 1672

47. Elisabeth von Senitz, Cölinde, 1673

48. Kaspar Nieblich, Leukophron, 1673

49. Quirinus Moscherosch, Philander, 1673

50. Michael Kongehl, Prutenio, 1673

51. Clara Catharina von Birken, Florinda, 1673

52. Helena Ingolstetter, Philinde, 1674

53. Dorothea Ursula Stöberlein, Dorinde, 1674

54. Georg Arnold Burger, Asterio I., 1675

55. Christian Donatus, Adonis, 1675

56. Hermann Lebermann, Corymbo, 1675

57. Ephraim Natzius, Lucidor, 1676

58. Kaspar Köler, Tityrus, 1676

59. Philipp Jakob Oßwald, Freiherr von Ochsenstein, Daphnis II., 1676

60. Johann Friedrich Spengler, Charicles, 1678

61. Johann Konrad Einwag, Isander, 1678

62. Johann Lang, Philantus, 1678

63. Christoph Wegleiter, Irenian, 1679

64. Johann Achatius Lösch, Polydor, 1679

65. Christoph Adam Negelein, Celadon, 1679

66. Christian Heuchelin, Lysander, 1679

67. Maria Dorothea Omeis, Diana II., 1679

68. Barbara Helena Kopsch, Erone, 1679

69. Maria Magdalena Götz, Chlorinde, 1680

70. Anna Maria Nützel, Amarillis, 1680

71. Ferdinand Adam Pernauer von Perney, Daphnis III., 1680

72. Christoph Fürer von Haimendorf, 1680 (5. Ordenspräses 1709)

73. Christian Flemmer, Fidamor, 1681

74. Johann Kaspar Beer, Arcander, 1686

75. Johann Georg Zunner, Damötas, 1704

76. Albrecht Ernst Codomann, Codoander, 1686

77. Johann Elias Keßler, Chalcander, 1687

78. Samuel Faber, Ferrando II., 1688

79. Georg Benedikt Faber, Montano II., 1688

80. Johann Joseph Stampfer von Walchenberg, Clitophon, 1688

81. Johann Christoph Lorbeer, Ulysses, 1688,

82. Konrad Martin Limburger, Ismenian, 1691,

83. Anna Maria Freifrau von Weißenfeld, Albanie, 1696

84. Johann Georg Pertsch, Menalcas, 1697

85. Johann Michael Lang, Polemian, Ordensrat, 1698

86. Adam Balthasar von Werner, Themison, 1698

87. Wolf Magnus Schweyher, Lycidas, 1698

88. Anna Maria Schweyher, Amorillis, 1698

## 18. Jahrhundert
Mitgliedsnummer, Name, Ordensname, Eintrittsdatum, ggf. Amt
89. Lorenz Wolfgang Woytt, Philidor, 1701

90. Samuel Christian Thomae, Fidocles, 1702

91. Dorothea Lang, geb. Spitz, Doris, 1704 (Ehefrau von 85.)

92. Regina Ingolstetter, geb. Bardilin, Regilis I., 1705 (2. Ehefrau von 46.)

97. Johann Nicolaus Esper, Hesperius, 1708

99. Christian Gottlieb Schwarz, Melander I., 1710 (7. Ordenspräses 1749–1751)

102. Joachim Negelein, Florando I., 1713 (Ordensrat und Schriftführer 1727, 6. Ordenspräses 1732–1749)

103. Johann Friedrich Riederer, Iriflor, 1713

109. Johannes Herdegen, Amarantes I., 1720 (Schriftführer, Verfasser der Festschrift zum 100-jährigen Jubiläum)

114. Anton Ulrich von Fürer, Lilidor II., 1728 (8. Ordenspräses 1751–1765)

116. Christoph Bezzel,  Bellisander I., 1731

129. Johann Augustin Dietelmair, Irenäus I., 1741 (Ordenspräses 1774–1785)

132. Christoph August Reichel, Eusebius (Dreifaltigkeitsblume), 1742 (Schriftführer und Ordensrat 1860–1774)

133. Johann Andreas Fabricius,  Ferrando III., 1743

152. Georg Wolfgang Panzer, Theophobus Monarda, 1764 (Ordenspräses 1788)

204. Philipp Ludwig Wittwer, Chiron II., 1789

208. Johann Friedrich Heinrich Panzer, Irenander II., 21. Juni 1790

214. Friedrich David Gräter, Waldemar, 7. Februar 1791

245. Philipp Ernst Gemming, kein Ordensname, 6. Mai 1799

## 19. Jahrhundert
Mitgliedsnummer, Name, Eintrittsdatum, ggf. Amt
263. Georg Heinrich Lünemann, 4. Februar 1805

266. Gotthold Emanuel Friedrich Seidel, 3. Februar 1806 (1813 Präses)

271. Christoph Martin Wieland, 10. August 1807

275. Johann Gottfried Pahl, 2. November 1807

283. Johann Karl Friedrich Christoph Harsdorf von Enderndorf, 7. November 1808

284. Johann Konrad Grübel, 7. November 1808

288. Christian Conrad Nopitsch, 6. November 1809

292. Dr. Johann Baptist Herrmann, 5. November 1810

294. Julius Conrad von Yelin, 4. November 1811

354. Christoph Karl Edler von Harsdorf auf Enderndorf, 5. Mai 1818 (1830 Ordensrat)

358. Christoph Wilhelm Karl Freiherr Kreß von Kressenstein, 7. Dezember 1818 (1838 Präses)

362. Johannes Scharrer, 6. November 1820

377. Johann Christoph Ernst Lösch, 4. Februar 1828 (1853 2. Ordensrat; 1857 Präses)

418. Karl Friedrich Christoph Eugen Freiherr von Harsdorf, 23. Juli 1844

447. Hans Freiherr von und zu Aufseß, 10. Mai 1847, alte Nr. 446

451. Georg Wolfgang Konrad Lochner, Eintrittsjahr? (Präses 19. Dezember 1856 bis Oktober 1857)

490. Heinrich Wilhelm Heerwagen, 18. Februar 1859 (Präses 18. September 1863 bis 15. Januar 1886, Ehrenvorstand 1886)

500. Joseph Victor von Scheffel, 15. April 1859

509. Johannes Zeltner, 18. November 1859

510. Johann Michael Freiherr von Welser, 8. November 1859

515. Rudolf Minzloff, 21. September 1860

532. Wilhelm Beckh, 1863 (Ordenspräses 1886–?, verstorben 1921)

559. Freiherr Karl Otto Stromer von Reichenbach, 23. November 1866

565. Ludwig Freiherr von Welser, 5. Juli 1867

571. Gottfried von Feder, 14. Februar 1868

851. Felix Dahn, 1892

900. Marie von Ebner-Eschenbach, 1894

902. Theodor Fontane, 1894

907. Wilhelm Raabe, 1894

910. Peter Rosegger, 1894

938. Conrad Ferdinand Meyer, 1896

942. Johann Georg Fischer, 19. Februar 1897

## 20. Jahrhundert
Mitgliedsnummer, Name, Eintrittsdatum, ggf. Amt
977. Detlev von Liliencron, 1901

978. Hermann Sudermann, 1901

979. Gerhart Hauptmann, 1901

1017. Max Schneider, 1906 (Ordenspräses 1946–1950)

1024. Friedrich Freiherr Harsdorf von Enderndorf, 11. Oktober 1907

1030. Eberhard Freiherr von Scheurl, 1908 (Ordenspräses 1925–1946)

1069. Alexander Freiherr Harsdorf von Enderndorf, 12. April 1912 (Ausschussmitglied 1914)

1072. Alfred Graf, 18. Oktober 1912

1104. Richard Ackermann, 1918 (Ordenspräses 1919–1925)

????. Karl Bohneberg (1877–1944), 1920

1274. Alfred Thoma, 1928 (Ordenspräses 1950–1953)

1300. Karl Burkert, 1930

1335. Friedrich Freiherr Kreß von Kressenstein, 1937

1358. Johannes Seiler, 1942

1378. Ernst Günter Troche, 1946

1425. Friedrich von Herford, 1951 (Ordenspräses 1953–1999)

1434. Hans Freiherr Harsdorf von Enderndorf, seit etwa 1945

1463. Georg Freiherr Harsdorf von Enderndorf (Vizepräses von 1953 bis 1978)

1554. Elisabeth Freifrau Stromer von Reichenbach, 1964

1557. Gustav-Adolf Gedat, 1965

1589. Johannes Geiger, 1. Juli 1973 (3. Ordensrat für die Bibliothek, ab November 1995 Vorsitzender des Sprachpflegeausschusses)

1609. Wilhelm Ritter von Schramm, 1. Juli 1982

1615. Werner Kügel, 1987 (Ordenspräses seit 2000)

1617. Horst Ludwig, 1987

1621. Hermann Rusam, 1987

1625. Theo Reubel-Ciani, 1947

1644. Gottfried K. Reiß, Mitglied seit 1. August 1991, tätig im Lit. Beirat

1645. Helge Weingärtner ab 14. März 1995 (Ordensrat für den Irrhain)

1652. Godehard Schramm, Juni 1993

1655. Christine Korten, 1. Januar 1994 (1999 vertretende Ordensrätin für die Bibliothek und Vorsitzende des Sprachpflegeausschusses, Ordensrätin für die Bibliothek ab Februar 2000)

1659. Gerhard Hirschmann, 1. Juni 1994

1660. Max Reinhart, 1. Juni 1994

1662. Theodor Verweyen, 1. Juni 1994

1665. Renate Jürgensen, 10. Januar 1995 (Ordensrätin für das Archiv)

1668. Hanns-Ekkehard Plöger, 1. Mai 1995

1670. Berthold Freiherr Haller von Hallerstein, 1. Oktober 1995

1671. Jobst Freiherr Harsdorf von Enderndorf, 1. Oktober 1995

1676. G. Ulrich Großmann, 1. Januar 1996 (Satzungsgemäßer Ordensrat)

1682. Manfred H. Grieb, 28. Oktober 1996 (Vizepräsident von 2000 bis 2008)

1687. Julia Lehner, 1. Mai 1997

1691. Hartmut Bobzin, 1. Juni 1998

1695. Reinhard Knodt, 1. März 1999

## 21. Jahrhundert
Mitgliedsnummer, Name, Eintrittsdatum, ggf. Amt
1700. Ulrich Fülleborn, 2000

1701. Robert Leyh, 2000

1702. Ewald Arenz

1703. Wolf Klaußner, 2001

1704. Hans Recknagel, 2001

1705. Karolina Rehmböck, 2001

1706. Georg Schultheiß, 2001

1707. Manfred Stosberg, 2001 (Mitglied des Sprachausschusses)

1708. Horst Gloßner, 2001

1709. Arne Henn, 2001

1710. Norbert Oettinger, 2001

1711. Roger Paas, 2001

1712. Michael Schwarz, 2001

1713. Gerhard Fink, 2002

1714. Michael Metzner, 2002

1715. Roland Rosenbauer, 2002

1716. Günter Stössel, 2002 (Ehrenkreuz)

1717. Gerold Effert, 2002

1718. Peter Löw, 2002

1719. Gerd Berghofer, 2003 (ausgetreten 2010)

1721. Karl H. Demuß, 2004

1722. Wolfgang Grasser, 2004

1723. Thomas Paulwitz, 2004 (Ordensrat für die Sprachpflege)

1724. Alfred Raab, 2004

1725. Ingeborg Stein, 2004

1726. Doris Gerstl, 2004

1727. Mara Wade, 2004

1728. Peter Götz, 2005

1729. Olaf Michael Ostertag, 2005

1730. Mario Reubel, 2005

1731. Annemarie Habermeyer, 2006

1732. Peter Kusche, 2006

1733. Gudrun Wolfschmidt, 2006

1734. Detlef Gojowy, 2006

1735. Günter Körner, 2006 (Vizepräses, Ehrenmitglied)

1736. Rudolf Kreutner, 2006

1737. Georg Maag, 2006

1738. Hedwig Nelke, 2006

1739. Irene Wirth, 2006

1740. Bernd Adam, 2006

1741. Heidi Röhl, 2007

1742. Helmut Haberkamm, 2007

1743. Wilhelm Matthiessen, 2007

1744. Edmund Frey, 2007

1745. Fritz Gesing, 2007

1746. Cornelia Müller, 2007

1747. Roland Meißner, 2008

1748. Ljudmila Pastuschenko, 2008

1749. Georgi Diakonov, 2008

1750. Konrad Wieland, 2008

1756. Klaus Garber, 2009

1762. Heinrich Reinhardt, 2011

1772. Dirk Schindelbeck, 2013

1773. Mechthild Roswitha Scheurl von Defersdorf, 2013

1774. Theodor Ritter von Stockert, 2015

1775. Klaus Conermann, 2015

1776. Hans W. Merkel, 2015

1777. Uli Rothfuss, 2015

1778. Erika Hauswirth, 2015

1779. Sedika Weingärtner, 2015

1780. Katrin Fischer, 2016

1781. Fritz Fleischmann, 2016

1782. Thomas Körber, 2016

1783. Gregor Schießl, 2016

1784. Rafael Maria Friebe, 2016

1785. Vincent Eugèn Noël (aka Daniel Kosider), 2016

1786. Susanne Rudloff, 2016

1787. Erika Jordan, 2017

1788. Hans-Joseph Olszewsky, 2017

1789. Monika Schilfarth, 2017

1790. Uwe Wartha, 2017

1791. Michaela Moritz, 2017

1792. Bettina Freifrau von Minnigerode, 2018

1793. Michael Kämmle, 2018

1794. Norbert Autenrieth, 2018

1795. Johannes Ernst Harl, 2019

1796. Lambert Hermann, 2019

1797. Jürgen Lemke, 2019

1798. Claudia Schweizer, 2019

1799. Christina Strunck, 2019

1800. Wieland Walther, 2019

1801. Valeria Fischer, 2020

1802. Jörg Christoph von Forster, 2020

1803. Friedrich Seidel, 2020

1804. Inge Tusjak, 2020

1805. Daniel Hess, 2020

1806. Hülya Friebe, 2020

1807. Joachim Hmaberger, 2020

1808. Sven Heublein, 2020

1809. Marcus König, 2020

1810. Frauke Geraldine Bayer, 2021

1811. Klaus Siewert, 2023